# Dibujos fotogénicos
Dibujos fotogénicos es el nombre con el que los fotógrafos Hippolythe Bayard y William Fox Talbot llamaban a las imágenes obtenidas siguiendo sus diversos procedimientos fotográficos. A pesar de las coincidencias en la denominación utilizada, los dibujos fotogénicos de ambos eran totalmente diferentes. Los de Bayard obtenían mayor contraste entre blanco y negros perdiendo detalle por la ausencia de grises.
El proceso del "dibujo fotogénico" consistía en un papel impregnado en sales de plata, el cual era expuesto a la luz hasta que se tornara oscuro. Luego era sumergido en una solución de yoduro de potasio (aún húmedo), se lo adhería a una pizarra y se colocaba en la cámara. La luz en proporción a su acción convertían los compuestos de plata ennegrecidos en yoduro de plata soluble. Luego se disolvía en ioduro de plata una solución de hiposulfito de sodio y quedaba la imagen positiva directa, como ejemplo único.